# Bartonella henselae
La Bartonella henselae è un proteobacterium che può provocare batteriemia, endocardite, angiomatosi bacillare e peliosi epatica. Bartonella henselae è un membro della classe del genere Bartonella, un tipo di batteri fra i più comuni.

## Storia
Bartonella henselae storicamente fu indicata come possibile causa della febbre della trincea nei soldati che combattevano la I guerra mondiale. Successivamente il germe è stato riportato sporadicamente come possibile causa di tale malattia, che vede invece la prevalenza di un altro germe dello stesso genere, bartonella quintana.

## Serbatoio naturale
Il serbatoio naturale della Bartonella henselae è il gatto, nel quale questo germe è in grado di determinare una batteriemia prolungata. La pulce del gatto è invece il vettore naturale tra i felini.

## Modalità di trasmissione all'uomo
La pulce del gatto è in grado di eliminare il germe con le feci. È possibile che il gatto successivamente contamini le proprie zampe con le deiezioni della pulce e trasmetta il germe  all'uomo attraverso il graffio.

## Manifestazioni cliniche

### Malattia da graffio di gatto
Bartonella henselae è l'agente eziologico della malattia da graffio di gatto che, come suggerisce il nome, si verifica dopo un morso o un graffio del gatto. La malattia è caratterizzata da linfoadenopatia (gonfiore del linfonodi) e febbre.

### Peliosi epatica
La peliosi epatica causata dalla Bartonella henselae può verificarsi da sola od associarsi ad angiomatosi bacillare cutanea o batteriemia. La peliosi epatica è una malattia rara caratterizzata da numerose dilatazioni cistiche del fegato a contenuto ematico. I pazienti con peliosi epatica in genere presentano sintomi gastrointestinali, febbre, brividi, e un ingrossamento del fegato e della milza legato agli spazi cistici epatici contenenti sangue. Questa malattia sistemica può essere osservata nei pazienti con infezione da HIV, o come co-infezione di soggetti che hanno contratto la malattia di Lyme ed in altri individui immunocompromessi.

### Angiomatosi bacillare
La angiomatosi bacillare è una malattia contraddistinta da una proliferazione di piccoli vasi, con coinvolgimento della cute e dei linfonodi. La iniziale descrizione risale al 1983, in soggetti HIV positivi. Successivamente venne osservata in pazienti immunocompromessi per svariate cause. Bartonella henselae e Bartonella quintana sono oggi ritenute le responsabili di questo quadro patologico.

## Diagnosi
La diagnosi generalmente viene effettuata tramite emocoltura, in particolare nei pazienti immunodepressi e con febbre di origine sconosciuta e prolungata nel tempo. Questi bacilli non si colorano bene con la classica colorazione di Gram, perciò per la loro identificazione si deve ricorrere a colorazioni speciali come la colorazione con arancio di acridina oppure con il metodo di impregnazione argentica della colorazione di Warthin-Starry.

## Trattamento
La malattia da graffio di gatto e le altre infezioni sostenute da Bartonella henselae sono in genere autolimitanti, ma possono essere trattate con azitromicina o doxiciclina.